# 行け!男鹿鹿男プロデューサー
行け!男鹿鹿男プロデューサー （いけ おがしかおプロデューサー）は、秋田朝日放送で改編期などの不定期にネオバラエティとネオネオバラエティの間の5分枠（24:10 - 24:15）に放送していた番組宣伝番組である。

## 概要
秋田県を中心に活動するローカルタレントのシャバ駄馬男が演じる秋田朝日放送の『（自称）敏腕プロデューサー「男鹿鹿男」』と『第1秘書』の油井亜衣（アナウンサー）が漫才のようなカケアイをしながら、目玉番組や次に放送されるネオネオバラエティの案内を行っていく。
男鹿鹿男は業界用語を多用するバブル期にキー局で見られた風貌のプロデューサーで、一人称は「俺ちゃん」。
油井が紹介する自社やテレビ朝日、朝日放送系列の番組の話題になると「ああ、あれは俺ちゃんがだいぶがんばった晩番組だ」や「あの番組のPは俺ちゃんがかなり可愛がったもんだよ」と手柄を強調するが、油井はそれに冷たいツッコミを入れていく。
この番組の次が男鹿鹿男役のシャバ駄馬男が出演する「ぷぁぷぁ金星」であるとき（第1・第2金曜）には、油井が「今週の目玉です」と「ぷぁぷぁ金星」の番宣テープを渡し、それを見た男鹿鹿男がシャバ駄馬男を褒め番組を絶賛する自画自賛のパターンになることがある。
男鹿鹿男自身は基本的には仕事をしていなく、ゴーストライターが書いていると言われている。油井はその男鹿Pの監視役という位置づけになっている。

## 出演者
- シャバ駄馬男（男鹿鹿男プロデューサー役）
- 油井亜衣（第一秘書役）
- 手島千尋（新人秘書役）

## その他
- 放送がないときでも深夜番組（ネオバラエティ、ネオネオバラエティ、ネオバラエティ第3部など）の視聴を促す告知「深夜もうちテレ」で15秒ながらこのカケアイが見られるほか、やじうまプラスなどの帯番組の視聴を促す告知にも使われている。
- どちらかが他局（秋田テレビ＝フジテレビ、秋田放送＝日本テレビ）の番組の話をするとピー音が入る。
- この番組の放送がないときにはテレビ朝日で2008年9月まで20:54に放送していた「Delicious Collection」の遅れネットが放送される。
- 2009年2月の第1週はテレビ朝日の「50時間テレビ」に伴う特別番組・編成の告知のため改編期でない時期に放送された。
- この番組に伴い、「オンタマ」は放送されていない。
- 第1弾の放送は2008年11月。
- 2009年4月以降は「アナウンサーのメイク室」。